# Snowman (Pferd)
Snowman (deutsch: Schneemann) (* 1948; † 1974) war ein US-amerikanisches Springpferd, das in den 1950er Jahren mehrfach bedeutende US-amerikanische Springprüfungen gewann. 
Auf Grund seiner ungewöhnlichen Biografie – es sollte ursprünglich geschlachtet werden als es von seinem späteren Reiter Harry de Leyer erworben wurde – wurde in US-amerikanischen Medien über seine Erfolge ausführlich berichtet. Die Schriftstellerin Elizabeth Letts, die 2011 eine ausführliche Monografie über Snowman veröffentlichte, vergleicht die Popularität von Snowman mit der des in den 1930er Jahren berühmt gewordenen Rennpferd Seabiscuit und vertritt die Ansicht, dass die Erfolge von Snowman dazu beitrugen, dass sich Springprüfungen in den USA zu einem populären Zuschauersport entwickelten. 

## Leben
Der Reitstallbesitzer und -lehrer Harry de Leyer besuchte regelmäßig Pferdeauktionen, um für seinen Reitstall Pferde zu finden, die auf Grund bestimmter Merkmale verhältnismäßig billig waren und von denen er hoffte, dass er sie nach entsprechender Ausbildung in seiner Reitschule einsetzen und gegebenenfalls auch weiterverkaufen könnte. Auf einer Auktion in Pennsylvania im Jahr 1956 fiel ihm unter Pferden, die bereits für die Schlachtung vorgesehen waren, ein Pferd von ungewöhnlich gelassenem Temperament auf. Abriebmerkmale an den Schultern wiesen darauf hin, dass es zuvor als Zugtier in der Landwirtschaft eingesetzt worden war. Harry de Leyer erwarb es für 80 USD mit der Absicht, es als Schulpferd für Reitanfänger einzusetzen. Das Pferd, das von Leyers Kindern wegen seiner Fellfarbe Snowman getauft wurde, bewährte sich im Reitschulunterricht und wurde von Leyer wenig später an einen Nachbarn verkauft, der für seinen Sohn ein ausgeprägt gelassenes Pferd suchte. Das ungewöhnliche Springtalent des Pferdes fiel Leyer auf, als Snowman mehrfach von den Weiden des Nachbarn ausriss, um zu de Leyers Stall zurückzukehren und dabei Weidezäune übersprang. Leyer kaufte Snowman daraufhin von seinem Nachbar zurück und begann ihn als Springpferd zu trainieren.
Bereits 1958 gewann Leyer mit Snowman erste große Springprüfungen, konnte aber auf Grund seiner beruflichen Verpflichtungen nur an einigen dieser Prüfungen teilnehmen. Die größten Erfolge errang de Leyer mit Snowman im Jahre 1959. Das Pferd entwickelte sich sehr schnell zum Publikumsliebling, nachdem in der Presse über den Lebensweg des Pferdes und die Erfolge des Underdogs gegen hochpreisige Konkurrenten berichtet wurde. Es konkurrierte unter anderem mit dem Pferd Windsor Castle, für den sein Besitzer 25.000 USD gezahlt hatte. Leyer wurde mit seinem Pferd unter anderem zu TV-Shows eingeladen und war unter anderem in einer Show mit Johnny Carson zu sehen. Zwei Bücher über das Pferd wurden noch in den 1950er Jahren veröffentlicht und es gab einen Fanclub. Obwohl Leyer bis zu 35.000 USD für Snowman geboten wurde, entschied sich Leyer dazu, Snowman zu behalten. Bereits im Jahr 1960 wurde deutlich, dass Snowman auf Grund seines Alters und der Anstrengungen aus der Zeit, in der er als Zugtier gehalten wurde, nur begrenzt in der Lage war, mit speziell für Springprüfungen gezüchteten und trainierten Pferden zu konkurrieren. Leyer setzte Snowman entsprechend weniger bei Springprüfungen ein. Er erhielt sein Gnadenbrot auf Leyers Farm und starb im Alter von ca. 26 Jahren an Nierenversagen.
1992 wurde Snowman in die Show Jumping Hall of Fame aufgenommen.